# Excorallana conabioae
Excorallana conabioae là một loài chân đều trong họ Corallanidae. Loài này được Hendrickx & Espinosa-Perez miêu tả khoa học năm 1998.